# Vladimir Lobkaryov
Vladimir Nikolayevich Lobkaryov (tiếng Nga: Владимир Николаевич Лобкарёв; sinh ngày 17 tháng 9 năm 1993) là một hậu vệ bóng đá người Nga hiện tại thi đấu cho F.K. Kuban Krasnodar.

## Sự nghiệp câu lạc bộ
Anh có màn ra mắt tại Russian Second Division cho F.K. Torpedo Armavir vào ngày 26 tháng 7 năm 2012 trong trận đấu với FC Angusht Nazran.